# Aino Isomäki
Aino Eliisa Isomäki (* 4. Januar 1932 in Seinäjoki als Aino Eliisa Autio; † 17. November 2022 in Hämeenlinna) war eine finnische Leichtathletin.

## Karriere
Aino Isomäki nahm bei den Olympischen Sommerspielen 1952 in Helsinki über 80 m Hürden sowie in der Staffel über 4 × 100 m teil. Zwischen 1951 und 1953 bestritt sie drei Länderkämpfe für Finnland.
Auf nationaler Ebene stellte Isomäki 1952 über 200 m mit einer Zeit von 26,6 s einen nationalen Rekord auf. Ein Jahr zuvor wurde sie finnische Meisterin über 80 m Hürden.